# Sarah Lahti
Sarah Maria Lahti, född 18 februari 1995 i Klippan, är en svensk friidrottare (medel- och långdistanslöpning) som tävlar för klubben Hässelby SK. 

## Karriär
Sarah Lahti deltog 2013 på 3 000 meter vid junior-EM i Rieti, Italien. Hon blev dock i sitt försöksheat upphakad och föll och tvingades avbryta loppet. Hon var även tänkt att springa påföljande dags lopp på 5 000 meter men startade aldrig.
I mars 2016 deltog Lahti i inomhus-VM i Portland, Oregon men slogs ut i ena försöksheatet på 1 500 meter, tid 4.11,68. Den 1 maj 2016 satte hon svenskt rekord på 10 000 meter, i sitt första lopp på distansen, med tiden 31.54,87 och slog därmed Midde Hamrins 26-åriga rekord med nästan 2,5 sekunder. Loppet genomfördes i Palo Alto. Loppet kvalificerade henne för årets EM i Amsterdam med god marginal. Innan EM deltog Lahti i ett mixat lopp på 3 000 meter den 24 juni i Utrecht, Nederländerna och sprang då in på nytt personligt rekord och som trea genom tiderna i Sverige med tiden 8.50,97. Vid EM i Amsterdam den 6 juli sprang Lahti i finalen på 10 000 meter in på en nionde plats med tiden 32.14,17, detta efter att ha fallit en bit in i loppet. Vid OS samma år förbättrade hon den 12 augusti sitt svenska rekord på 10 000 meter med tiden 31.28,43. I loppet kom hon på tolfte plats bland 37 startande.
I mars 2017 slog Lahti Isabellah Anderssons svenska rekord på halvmaraton när hon debuterade på halvmaraton i New York med tiden 1:09.58. Lahti deltog senare 2017 på 10 000 meter i VM som hölls i London men fick bryta loppet.
Hon utsågs 2018 till Stor grabb/tjej nummer 556 i friidrott.
I februari 2022 vid inomhus-SM tog Lahti brons på 3 000 meter på personbästat 8.59,01.

## Familj
Sarah Lahti gifte sig i september 2017 med den nederländska löparen Jesper van der Wielen och bytte härvid namn till Sarah van der Wielen. De skiljde sig vintern 2018/2019 och hon återtog sitt flicknamn.

## Personliga rekord
| Utomhus - 800 meter – 2.13,89 (Göteborg, Sverige 30 juni 2013) - 1 500 meter – 4.08,00 (Stockholm, Sverige 4 juli 2021) - 3 000 meter – 8.50,97 (Utrecht, Nederländerna 24 juni 2016) - 5 000 meter – 15.04,87 Birmingham, Storbritannie 21 maj 2022) - 10 000 meter – 31.11,12 (Stockholm, Sverige 4 maj 2021) - Entimmeslöpning – 17 955 m (Bryssel, Belgien 4 september 2020) 0NR0 - 3 000 meter hinder – 10.32,61 (Hässleholm, Sverige 6 juni 2012) - 5 km landsväg – 15.22 (Angers, Frankrike 24 april 2021) - 10 km landsväg – 31.26 (Valencia, Spanien 3 oktober 2021) - 15 km landsväg – 56.50 (Nijmegen, Nederländerna 15 november 2015) - Halvmaraton - 1:08.19 (Valencia, Spanien 24 oktober 2021) 0NR0 | Inomhus - 800 meter – 2.16,62 (Karlskrona, Sverige 15 januari 2012) - 1 000 meter – 2.58,39 (Göteborg, Sverige 7 februari 2010) - 1 500 meter – 4.11,68 (Portland, Oregon USA 18 mars 2016) - 1 engelsk mil – 4.30,42 (Stockholm, Sverige 17 februari 2016) - 3 000 meter – 8.59,01 (Växjö, Sverige 25 februari 2022) |